# Emperatriz Fang
La Emperatriz Fang (1516 - 1547), fue una emperatriz consorte de China perteneciente a la Dinastía Ming, fue la tercera emperatriz del Emperador Jiajing.

## Biografía
Fang era oriunda de Nankín. Fue seleccionada como concubina imperial en el año 1531. Se la describe como una mujer hermosa y virtuosa. Rechazó pagar sobornos para aumentar sus posibilidades de ser seleccionada para compartir la cama del emperador, y como el emperador no deseaba mantener relaciones sexuales con mujeres mayores de quince años, su posibilidad de experimentar una vida sexual pasó pronto, lo cual le provocó una gran tristeza.
El 28 de enero de 1534, nueve días después de la deposición de la Emperatriz Zhang, Fang fue escogida por el emperador como Emperatriz consorte. Fue escogida como tal porque apoyó al emperador en su contienda con sus oficiales en una cuestión sobre los rituales de los antepasados imperiales.
Fang es descrita como la esposa favorita del emperador y se sabe que salvó su vida durante un intento de asesinato, la rebelión del palacio Renyin. Se sabe que el emperador, quien era descrito como un hombre estricto y violento, era cruel con el personal de la corte y las mujeres de su palacio, se sabe que al menos 200 mujeres del personal de palacio fueron golpeadas hasta la muerte durante su reinado. En octubre del 1542, dieciséis sirvientas conspiraron para asesinar al emperador, no por razones políticas sino como represalia por sus abusos. Una noche cuando el emperador estaba en la cama con su concubina favorita, la Señora Cao, las dieciséis sirvientas lo atacaron e intentaron estrangularlo. Lo amordazaron, le pincharon el pene, ataron un cordel de seda alrededor de su cuello y lo estrangularon hasta que perdió la consciencia. En ese momento, una de las sirvientas, Jīnpíngméi Zhang, perdió los nervios y las abandonó para alertar a la emperatriz, quien se apresuró para aflojarle el nudo y salvar la vida al emperador.
Después del ataque, el emperador no podía hablar y estaba en estado de shock, por tanto, la emperatriz hubo de actuar en su nombre y ejecutó a las dieciséis sirvientas así como también a la Señora Cao mediante la muerte por mil cortes. Cuándo el emperador se recuperó, no podía creer que la Señora Cao había estado implicada en el intento de asesinato, ya que había sido su favorita, y su relación personal con Fang sufrió un grave menoscabo, a pesar de que ésta le había salvado la vida. Aunque le estaba agradecido por salvarle y le concedió honores oficiales por ello, la culpaba por la ejecución de la Señora Cao, y su relación personal no mejoró, lo que provocó una depresión a la emperatriz.
La emperatriz Fang falleció durante un incendio en palacio, en el año 1547. Cuando un eunuco preguntó al emperador si la emperatriz atrapada debía ser salvada, éste se negó a contestar y, por tanto, dejaron que se quemara hasta la muerte. No obstante, le continuó concediendo diversos honores aún después de muerta.